# Rio Imbauzinho
O rio Imbaúzinho é um curso de água que banha o estado do Paraná,. Está localizado entre os municípios de Imbaú, Ortigueira e Telêmaco Borba, na região dos Campos Gerais do Paraná.
Imbaúzinho é o dimunutivo de imbaú, que quer dizer imbaú pequeno, podendo estar relacionado à embaúba (embayba), que é uma árvore típica do bicho-preguiça. Mas de acordo com os moradores mais antigos do município de Imbaú, a toponímia Imbaú é referente a uma bica d'água localizada próxima a BR-376, e que era procurada pelos viajantes para matar a sede. Alguns pesquisadores afirmam que o nome Imbaú tem raiz na língua tupi, e significa "beber [água] da bica".